# ベランパレード
ベランパレードは、日本の4人組ロックバンド。略称はベラン。2013年に宮崎県で結成。
キャッチコピーは『本当のことも嘘もごちゃまぜでそれでも笑う君と。僕は恋をしていた。』

## 概要
歌王子あびがボーカルとギターを兼任しており、そのバンド形態、音楽性、ビジュアルからメディア等では度々『宮崎の下北系ロックバンド』と紹介される。

## メンバー
歌王子あび /Vocal（ボーカル）
1992年2月5日生まれ・宮崎県出身。
その他詳細は本人項を参照。
ゆりえちゃん /Base（ベース）
ナガミネヤスヨシ（ギター）

### 旧メンバー
モッコリ /Drum（ドラム）
Kota Kamimura /Guitar（ギター）
ゴーヤ伊藤 /Guitar（ギター）

## 略歴
- 2013年7月、ボーカル歌王子あびを中心にゴーヤ伊藤、当時リリイジョンのメンバーであったモッコリ、ゆりえちゃんで結成。
- 2015年11月、ゴーヤ伊藤脱退。
- 2016年7月、バンド初となる全国流通アルバムを発表。
- 2016年8月、Kota Kamimura加入。
- 2016年8月・9月、タワーレコード福岡パルコ店、新宿店、梅田NU茶屋町店にてアルバム発売記念インストアイベントを実施。

## ディスコグラフィ

### シングル
| シングル | シングル   | シングル                 | シングル |
| 枚       | 発売日     | タイトル                 | 備考     |
| -------- | ---------- | ------------------------ | -------- |
| 1st      | 2013年10月 | Just a feeling           | 自主製作 |
| 2nd      | 2015年1月  | あの娘はきっとバカだから | 自主製作 |

### アルバム
| アルバム | アルバム   | アルバム          | アルバム |
| 枚       | 発売日     | タイトル          | 備考     |
| -------- | ---------- | ----------------- | -------- |
| 1st      | 2016年10月 | omoide fight club |          |

### DVD
| DVD | DVD       | DVD              | DVD      |
| 枚  | 発売日    | タイトル         | 備考     |
| --- | --------- | ---------------- | -------- |
| 1st | 2015年1月 | 海へ行こう映像集 | 自主製作 |

## 動画

### ミュージックビデオ
| 公開日     | 監督     | 曲名                                         | 備考             |
| ---------- | -------- | -------------------------------------------- | ---------------- |
| 2013/10/25 |          | Just a feeling                               |                  |
| 2015/01/07 |          | 海へいこう                                   |                  |
| 2016/08/25 |          | ナイトウォーリー                             |                  |
| 2016/10/29 |          | ナイトウォーリー ゆりえちゃん イメージビデオ |                  |
| 2018/09/10 | 小嶋貴之 | スクラップ イン マイ ルーム                  | 撮影：坂元ぽん太 |
| 2019/02/18 | 伊達忍   | パン                                         | 制作：緒方隼斗   |

### ライブ映像
| 公開日     | タイトル                                                  |
| ---------- | --------------------------------------------------------- |
| 2016/04/08 | "Just a feeling" from "YOUNG LOOSER" at 新宿JAM 2016/3/31 |
| 2016/08/11 | "ナイトウォーリー" Live at 新神楽 from "見放題2016"       |

## 主なライブ

### 出演イベント
- 2013年12月14日 - SET YOU FREE～YEAR END SPECIAL
- 2015年01月10日 - STUDIO DO!Presents 2015謹賀新年 3DAYS LIVE
- 2015年02月07日 - ALBRIGHT KNOT pre.
- 2015年03月29日 - hillsパン工場LIVE
- 2015年08月29日 - Sapporo Neutral 2015
- 2015年09月06日 - OTODAMA'15～音泉魂～
- 2015年09月28日 - ARTIFACT OF INSTANT"不甲斐ない僕らは空を見上げた"リリースツアー
- 2015年11月14日 - JELLYFiSH FLOWER'S & ARTIFACT OF INSTANT Wツアーファイナル
- 2016年01月11日 - SET YOU FREE TOUR 2016
- 2016年03月13日 - TENJIN ONTAQ 2016
- 2016年03月16日 - FACE IT!!
- 2016年06月11日 - 神頼みフェス'16
- 2016年07月02日 - 見放題2016
- 2016年08月06日 - SET YOU FREE〜ROAD TO SUMMER FESTA -WEST-（梅田CLUB QUATTRO）
- 2016年08月11日・9月1日 - ARTIFACT OF INSTANT "Recoil" Release tour 2016
- 2016年09月03日 - OTODAMA'16～音泉魂～池田編（大阪・泉大津フェニックス）
- 2016年10月09日 - MINAMI WHEEL 2016
- 2016年10月11日 - PINCH COX"AWAKE"RELEASE TOUR
- 2016年11月05日 - 帆南 presents サンライズジャーニーvol.2 （日本大学法学部6号館B1 音楽室）
- 2016年11月20日 - プププランド「Wake Up & The Light My Fire」リリースツアー
- 2016年12月03日 - 下北沢にて'16（東京下北沢）
- 2017年02月12日 - DIPLOMA CIRCUIT 2017
- 2017年03月11日 - TENJIN ONTAQ 2017
- 2017年06月11日 - 音遊びvol.2
- 2017年07月01日 - 見放題2017
- 2017年09月02日・3日・23日 - ハンブレッダーズ vs ベランパレード
- 2017年09月18日 - TOKYO CALLING 2017
- 2017年11月09日 - ロック・ザ・リッパー
- 2017年12月02日 - 下北沢にて'17
- 2017年12月09日 - SET YOU FREE～YEAR END SPECIAL
- 2017年12月18日 - みえない星
- 2017年12月23日 - yadge
- 2018年01月28日 - 新世界ホシヲ生誕祭 おれやで2018 day3 THE FANTASIA
- 2018年01月30日 - 「KOBE NEO STANDARD vol.2」
- 2018年02月10日 - Emu sickS『夜明け前のジーニアス』リリースツアー
- 2018年03月03日 - 見放題東京2018
- 2018年03月26日 - Queblick5周年ライブ!!～弥生にロック編～
- 2018年03月28日 - 「トムボウイズの茶話会2マンシリーズ vol.1」
- 2018年05月13日 - CONNECT歌舞伎町MUSIC FESTIVAL 2018
- 2018年05月19日 - ひみつの公園 vol.6
- 2018年06月16日 - 21世紀FUKUOKA!
- 2018年07月07日 - 見放題2018
- 2018年09月17日 - TOKYO CALLING 2018
- 2018年09月21日 - MUSIC PUMP
- 2018年09月22日・23日 - THE BOYS&GIRLS "SONG FALLS TOUR"
- 2018年10月27日 - ボロフェスタ2018
- 2018年12月01日 - 下北沢にて'18
- 2019年01月08日 - "LIVE HOUSE OSAKA BRONZEの5周年を祝う" day2
- 2019年01月24日 - BAN'S ENCOUNTER "今はやるしかないTOUR!!!"
- 2019年02月02日 - でらロックフェスティバル 2019
- 2019年02月10日 - ネクライトーキー「『ONE!』リリースツアー"オーキートーキー!全国編"」
- 2019年02月17日 - メメタァ・ザ・ワールド- memetaaa Presents MUSIC FESTIVAL!!-
- 2019年03月02日 - 見放題東京2019
- 2019年03月09日・5月18日・19日 - ガガガSP ツアー2019「日本最古の青春パンク街道一直線 -2000-2003-」
- 2019年03月16日 - HAPPY JACK 2019 H-FINAL EDITION LIVE CIRCUIT
- 2019年04月30日 - MINAMI NiNE「アツアツ!!獅子鍋の旅2019」
- 2019年06月09日 - マイアミパーティ presents 1stフルアルバム「美しくあれ」リリース記念「ただいま、おかえりツアー2019」
- 2019年08月13日・15日 - OBON!OBON! ～BUONO!BUONO! SUMMER VACATION SPECIAL EDITION
- 2019年09月19日 - FACE IT!!
- 2019年11月09日 - 松尾企画PRESENTS "TOUR2019 糸"
- 2019年12月07日 - 下北沢にて'19
- 2020年03月14日 - TENJIN ONTAQ 2020
- 2020年03月15日 - HAPPY JACK 2020 Show Must Go On
- 2020年03月18日 - FACE IT!!